# Carmen de Santistevan y Avilés
Carmen de Santistevan y Avilés (Guayaquil, 3 de mayo de 1810-Guayaquil, 30 de marzo de 1904) fue la esposa del militar y presidente ecuatoriano Francisco Robles, y como tal es reconocida como primera dama de la nación, título que ostentó entre el 16 de octubre de 1856 y el 31 de agosto de 1859.

## Biografía
Nació el 3 de mayo de 1810 en la ciudad de Guayaquil, entonces parte el Imperio español. Era hija de Gabriel de Santistevan y Olvera y su primera esposa, Francisca de Avilés y Castro, de quienes tenía una única hermana de nombre Francisca. Después de enviudar su padre viajaría a Buenos Aires, en donde contraería segundas nupcias y tendría nueve hijos, más, nunca volvería a Ecuador. Era descendiente por línea paterna de la Casa de Comneno, una importante dinastía del Imperio bizantino.

## Matrimonio y descendencia
Conoció y se comprometió con el general Francisco Robles mientras vivía con su hermana Francisca, que estaba casada con el hermano del novio, Ciríaco Robles García. El enlace matrimonial tuvo lugar el 5 de noviembre de 1835, en la iglesia de La Concepción de la ciudad de Guayaquil.
El matrimonio produciría tres hijos, de los cuales uno no alcanzaría la edad adulta:
- Francisco Robles y Santistevan (1838-1841). Murió a edad temprana.
- Ignacio Robles y Santistevan (1839-1915). Casado con Rafaela de Buenaventura y Macías, con descendencia.
- Dolores Robles y Santistevan (1841-1904). Casada con José Serafín Baquerizo Vera, con descendencia.

Su hijo Ignacio se convirtió en capitán de Corbeta, jefe civil y militar de la plaza de Guayaquil (1895), ministro de Relaciones Exteriores de Eloy Alfaro (1895-1896), gobernador del Guayas (1896-1898) y cónsul de México en Guayaquil (1896-1902), entre otros cargos. El matrimonio de su hija Dolores se realizó el 26 de septiembre de 1856 en los salones del Palacio de Carondelet.

### Últimos años
El general Francisco Robles era conocido por ser mujeriego, prueba de ello fue la larga relación que tuvo con Manuela Avilés, una pariente lejana de su esposa, con quien tendría cuatro hijos reconocidos entre 1852 y 1859: Luis Felipe, Fernando, Victoria y María. Católica practicante, Carmen llegó a defender junto a otras mujeres de alcurnia guayaquileñas (entre ellas otra primera dama, Teresa Jado de Urbina) la causa de los jesuitas llegados inesperadamente a Guayaquil, cuando en 1851 fueron expulsados de la República de la Nueva Granada.
Carmen de Santistevan y Avilés (de Robles) falleció en la ciudad de Guayaquil el 30 de marzo de 1904, a la edad de 93 años. Fue sepultada en el Cementerio General, donde la familia poseía un mausoleo ricamente decorado con esculturas.